# Херринг, Джамель
Джамель Уильям Херринг (англ. Jamel William Herring; род. 30 октября 1985, Корам, штат Нью-Йорк, США) — американский боксёр-профессионал, выступающий во второй полулёгкой и в лёгкой весовых категориях. Участник Олимпийских игр (2012) в любителях.
Среди профессионалов бывший чемпион мира по версии WBO (2019—2021) во 2-м полулёгком весе.

## Биография
Джамель Уильям Херринг родился 30 октября 1985 года в городе Корам, штат Нью-Йорк.
С октября 2003 года он служил в корпусе морской пехоты США и был в двух военных командировках в Ираке, дослужился до звания сержанта.
У Джамеля Херринга шестеро детей.

## Любительская карьера
Джамель начал заниматься боксом в 2001 году, в 15-летнем возрасте, когда учился в средней школе Лонгвуда.
В августе 2012 года был капитаном олимпийской команды США по боксу на Олимпийских играх в Лондоне, но в первом же раунде соревнований в весе до 64 кг, проиграл по очкам казахстанцу Данияру Елеусинову.

## Профессиональная карьера
8 декабря 2012 года дебютировал на профессиональном ринге, одержав победу единогласным решением судей (счёт: 40-36 трижды) над опытным пуэрториканцем Хосе Вальдеррама (3-2).
2 июля 2016 года в 16-м своём профессиональном бою, получил первое поражение техническим нокаутом в 10-м раунде от опытного россиянина Дениса Шафикова (36-2-1). И этот бой с Шафиковым, по признанию в 2020 году уже чемпиона мира Херринга, был самым сложным в его карьере.
25 мая 2019 года победил единогласным решением судей (счёт: 118—110, 116—112, 118—110) японского боксёра Масаюки Ито (25-1-1) и завоевал титул чемпиона по версии WBO во 2-м полулёгком весе.

## Статистика профессиональных боёв
В таблице перечислены результаты всех поединков боксёров.
В каждой строке указан результат поединка. Дополнительно номер поединка обозначен цветом, который обозначает итог поединка. Расшифровка обозначений и цветов представлена в нижеследующей таблице.
| Пример | Расшифровка                     |
| ------ | ------------------------------- |
|        | Победа                          |
|        | Ничья                           |
|        | Поражение                       |
|        | Планируемый поединок            |
|        | Поединок признан несостоявшимся |
| КО     | Нокаут                          |
| ТКО    | Технический нокаут              |
| PTS    | Решение судей (по очкам)        |
| UD     | Единогласное решение судей      |
| MD     | Решение большинства судей       |
| SD     | Раздельное решение судей        |
| RTD    | Отказ от продолжения боя        |
| DQ     | Дисквалификация                 |
| NC     | Поединок признан несостоявшимся |

| 27 поединков, 23 победы (11 нокаутом), 4 поражения. | 27 поединков, 23 победы (11 нокаутом), 4 поражения. | 27 поединков, 23 победы (11 нокаутом), 4 поражения. | 27 поединков, 23 победы (11 нокаутом), 4 поражения. | 27 поединков, 23 победы (11 нокаутом), 4 поражения.      | 27 поединков, 23 победы (11 нокаутом), 4 поражения. | 27 поединков, 23 победы (11 нокаутом), 4 поражения.                                                                 |
| Бой                                                 | Рекорд                                              | Дата боя                                            | Соперник                                            | Место проведения боя                                     | Раундов, время                                      | Дополнительно |
| --------------------------------------------------- | --------------------------------------------------- | --------------------------------------------------- | --------------------------------------------------- | -------------------------------------------------------- | --------------------------------------------------- | --- |
| 27                                                  | 23-4                                                | 21 мая 2022                                         | Джемейн Ортис (16-0)                                | Resorts World Las Vegas, Лас-Вегас, Невада, США          | UD 10 (10)                                          | Бой за титул чемпиона по версиям NABF (1-я защита Ортиса) и вакантный титул USBA в лёгком весе.                     |
| 26                                                  | 23-3                                                | 23 октября 2021                                     | Шакур Стивенсон (16-0)                              | Стэйт Фарм-арена, Атланта, Джорджия, США                 | TKO 10 (12), 1:30                                   | Утратил титул чемпиона мира по версии WBO (4-я защита Херринга) во 2-м полулёгком весе.                             |
| 25                                                  | 23-2                                                | 3 апреля 2021                                       | Карл Фрэмптон (28-2)                                | Caesars Palace Dubai, Дубай, ОАЭ                         | TKO 6 (12), 1:40                                    | Защитил титул чемпиона по версии WBO (3-я защита Херринга) во 2-м полулёгком весе.                                  |
| 24                                                  | 22-2                                                | 5 сентября 2020                                     | Джонатан Окендо (31-6)                              | MGM Grand, Лас-Вегас, Невада, США                        | DQ 8 (12), 3:00                                     | Защитил титул чемпиона по версии WBO (2-я защита Херринга) во 2-м полулёгком весе.                                  |
| 23                                                  | 21-2                                                | 9 ноября 2019                                       | Ламонт Роуч (19-0-1)                                | Chukchansi Park, Фресно, Калифорния, США                 | UD 12 (12)                                          | Счёт: 115-113, 117-111 (дважды). Защитил титул чемпиона по версии WBO (1-я защита Херринга) во 2-м полулёгком весе. |
| 22                                                  | 20-2                                                | 25 мая 2019                                         | Масаюки Ито (25-1-1)                                | Osceola Heritage Park, Киссимми, Флорида, США            | UD 12 (12)                                          | Счёт: 116-112, 118-110 (дважды). Завоевал титул чемпиона по версии WBO (2-я защита Ито) во 2-м полулёгком весе.     |
| 21                                                  | 19-2                                                | 14 декабря 2018                                     | Адейлсон Дос Сантос (19-5)                          | American Bank Center, Корпус-Кристи, Техас, США          | UD 8 (8)                                            | Счёт: 80-70 (трижды).                                                                                               |
| 20                                                  | 18-2                                                | 14 сентября 2018                                    | Джон Винсент Моральде (20-1)                        | Save Mart Center, Фресно, Калифорния, США                | UD 10 (10)                                          | Счёт: 100-90 (трижды). Завоевал вакантный титул чемпиона США по версии USBA во 2-м полулёгком весе.                 |
| 19                                                  | 17-2                                                | 12 мая 2018                                         | Хуан Пабло Санчес (30-15)                           | Мэдисон-сквер-гарден, Нью-Йорк, США                      | TKO 5 (8), 1:28                                     | |
| 18                                                  | 16-2                                                | 22 августа 2017                                     | Ладариуc Миллер (13-1)                              | Sam's Town Hotel & Gambling Hall, Лас-Вегас, Невада, США | UD 10 (10)                                          | Счёт: 92-98, 93-97 (дважды).                                                                                        |
| 17                                                  | 16-1                                                | 10 февраля 2017                                     | Арт Ованнисян (17-3-3)                              | Хантингтон-центр, Толидо, Огайо, США                     | RTD 3 (8), 3:00                                     | |
| 16                                                  | 15-1                                                | 2 июля 2016                                         | Денис Шафиков (36-2-1)                              | Santander Arena, Рединг, Пенсильвания, США               | TKO 10 (10), 0:36                                   | Херринг в нокдауне во 2-м раунде.                                                                                   |
| Бой                                                 | Рекорд                                              | Дата боя                                            | Соперник                                            | Место проведения боя                                     | Раундов, время                                      | Дополнительно |